# Ньюнэм-колледж (Кембридж)
Ньюнэм-колледж (англ. Newnham College) — один из 31 колледжей Кембриджского университета в Великобритании. 
Основан в 1871 году, стал вторым после Гёртон-колледжа женским колледжем при Кембридже; официальный статус университетского колледжа получил, как и Гёртон, в 1948 году.